# Conopodium majus
Conopodium majus là một loài thực vật có hoa trong họ Hoa tán. Loài này được (Gouan) Loret mô tả khoa học đầu tiên năm 1886.

## Hình ảnh

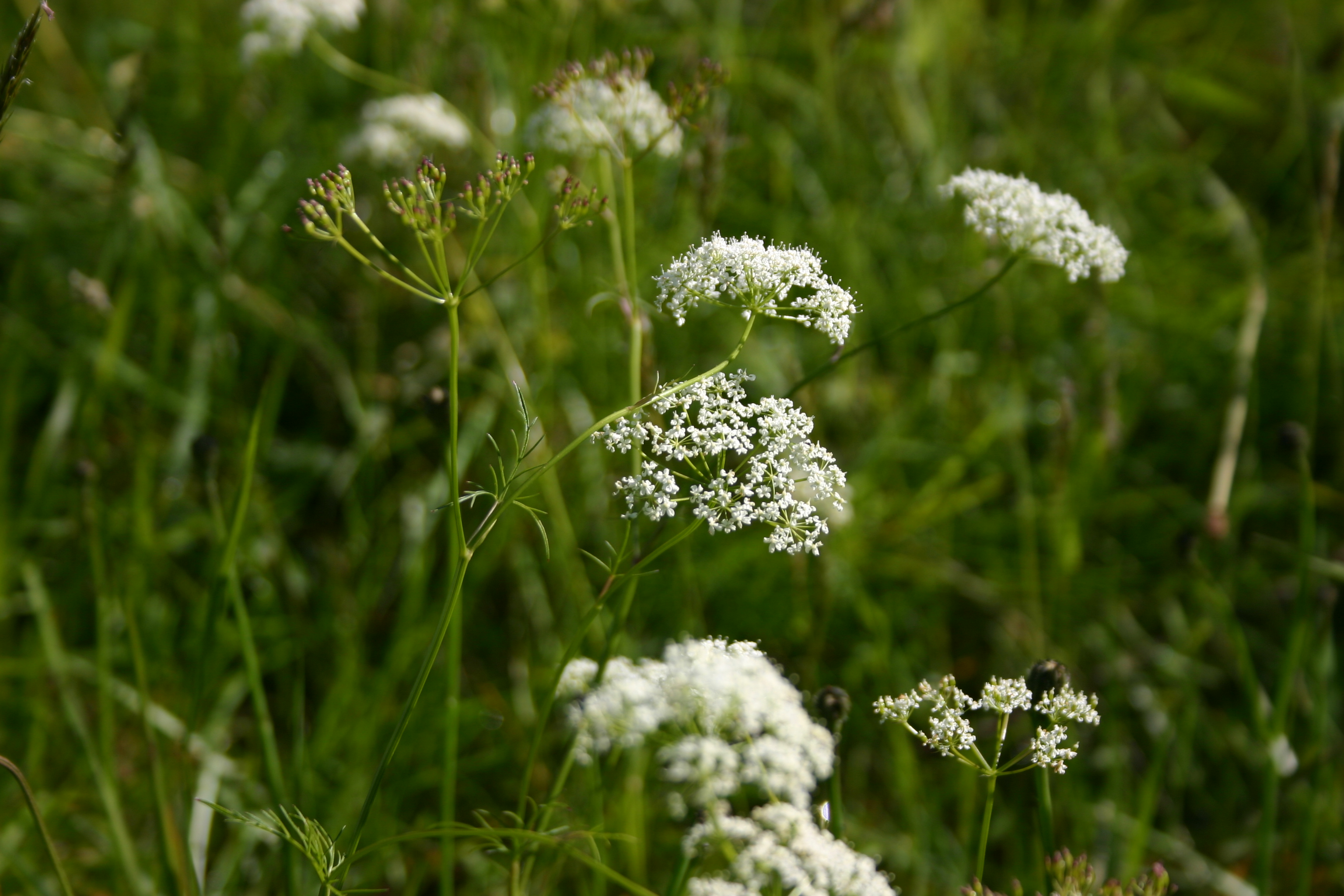
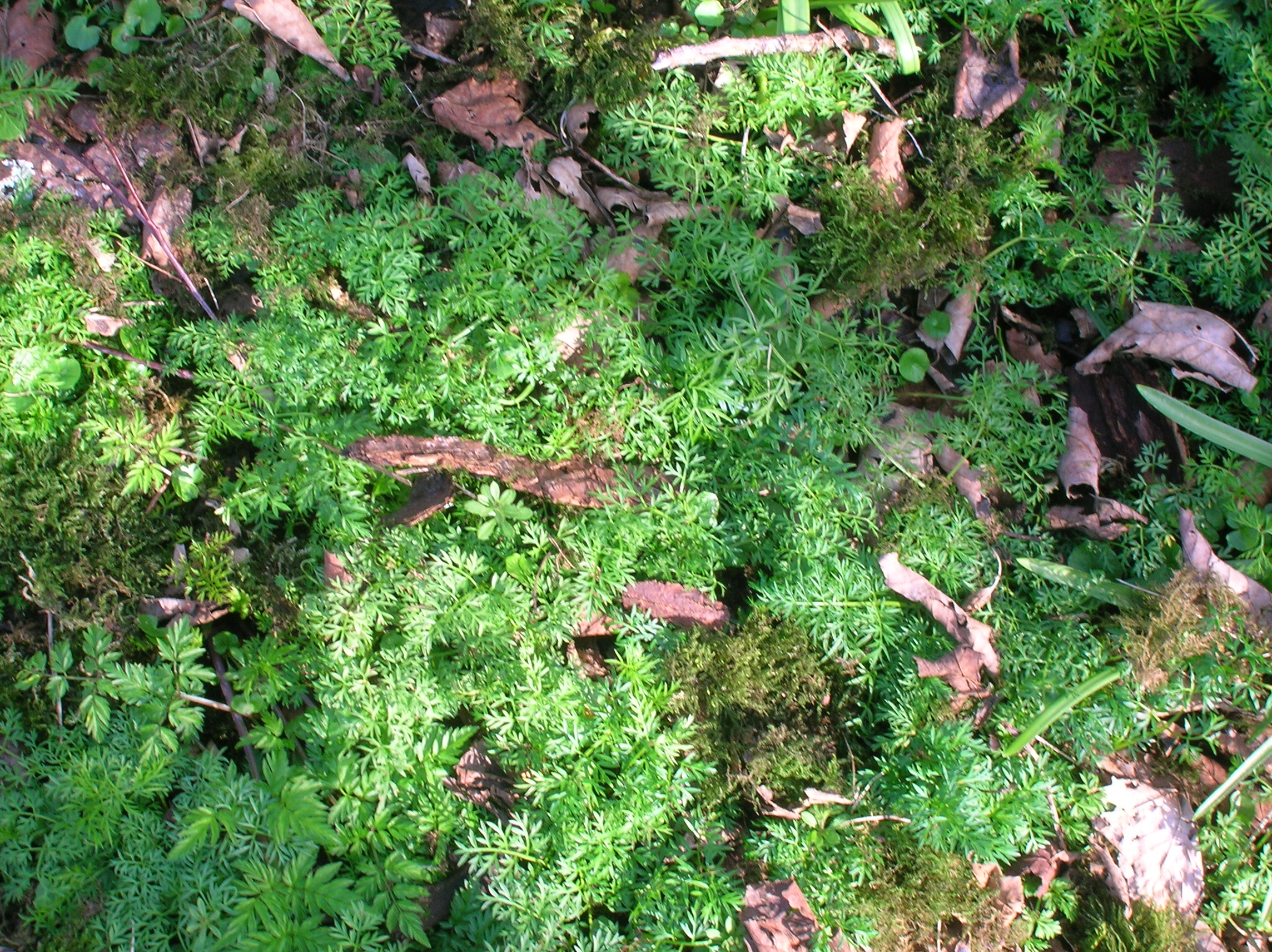
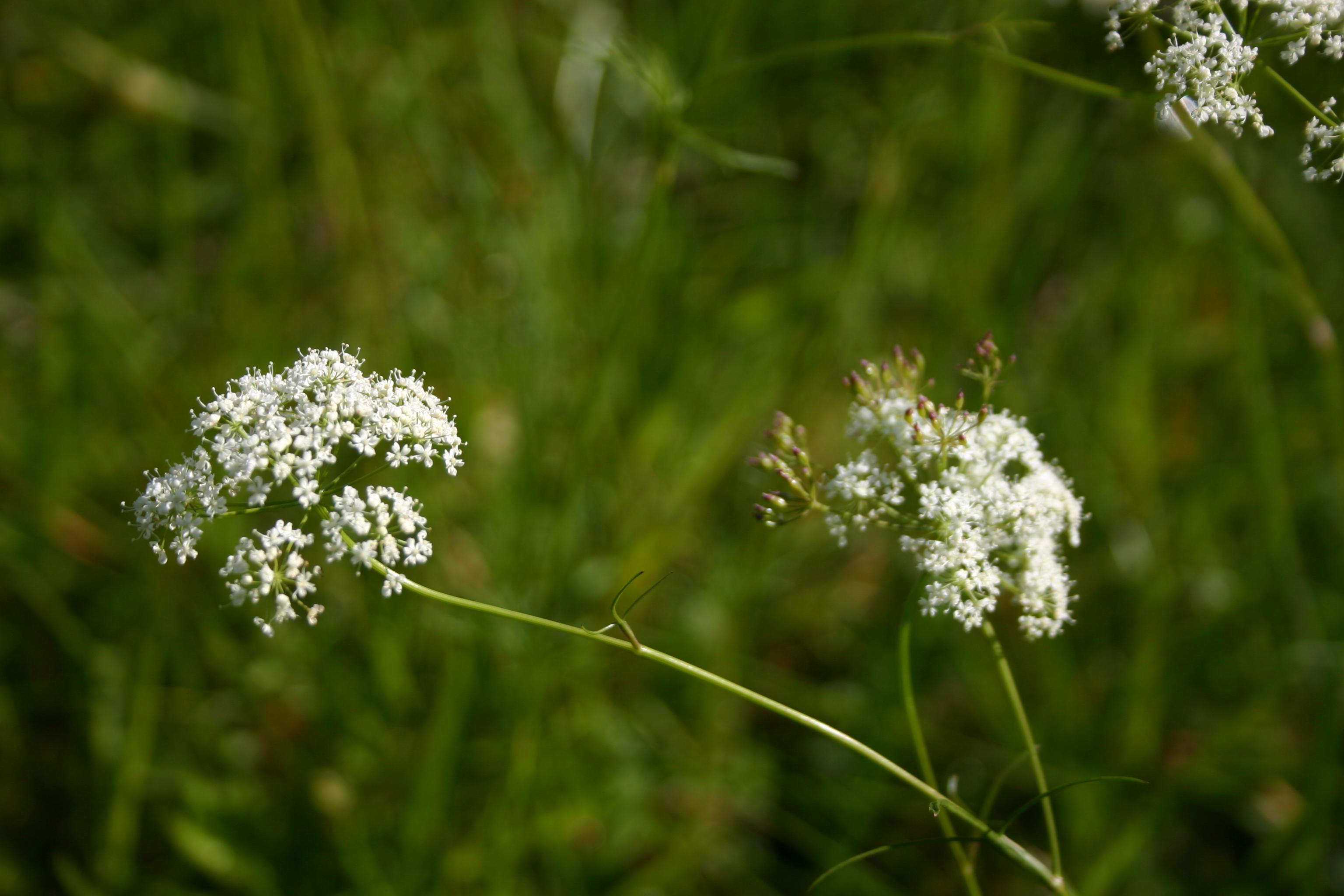